# Burni Tetak
Burni Tetak är ett berg i Indonesien.   Det ligger i provinsen Aceh, i den västra delen av landet, 1 600 km nordväst om huvudstaden Jakarta. Toppen på Burni Tetak är 1 130 meter över havet, eller 51 meter över den omgivande terrängen. Bredden vid basen är 0,85 km.
Terrängen runt Burni Tetak är kuperad åt nordost, men åt sydväst är den bergig. Trakten runt Burni Tetak är nära nog obefolkad, med mindre än två invånare per kvadratkilometer. I omgivningarna runt Burni Tetak växer i huvudsak städsegrön lövskog.